# العلاقات اليمنية الإماراتية
العلاقات الإماراتية اليمنية، هي العلاقات الثنائية بين الإمارات العربية واليمن.

## التاريخ
بدأت العلاقات الدبلوماسية بين الإمارات واليمن عام 1971 ، زار زايد بن سلطان اليمن أربع زيارات رسمية كانت الأولى في 21 نوفمبر 1972 والرابعة في 21 ديسمبر 1986 عندها أفتتح سد مأرب والذي أعيد بناؤه على نفقة الإمارات.
تتولى الإمارات إلى جانب جمهورية ألمانيا الاتحادية رئاسة فريق العمل الخاص بالاقتصاد والحكم الرشيد في مجموعة أصدقاء اليمن الدولي التي جرى تشكيلها خلال مؤتمر لندن 2010 لدعم التنمية في اليمن. وفتحت هيئة الهلال الأحمر الإماراتي مكتب لها في العاصمة صنعاء عام 1996 .
اتفق البلدين على تشكيل اللجنة الوزارية الإماراتية – اليمنية المشتركة عام 1995 برئاسة وزيري الخارجية، حيث عقدت اللجنة دورة اجتماعها الأول بالعاصمة اليمنية صنعاء بتاريخ 12 فبراير 2001 , وعقدت اللجنة اجتماعها الثاني في أبوظبي خلال الفترة 14 ديسمبر - 16 ديسمبر 2009 .

### التدخل العسكري في اليمن
دعمت القوات الإماراتية تشكيلات عسكرية في مناطق جنوب اليمن منذ تحريرها من مسلحي الحوثي، ودعمت إنشاء قوات الحزام الأمني في عدن وقوات النخبة الحضرمية في حضرموت، تتبع هذه القوة رسمياً وزارة الداخلية، لكنها ممولة ومسيَّرة من الإمارات، خلص تقرير أعده فريق خبراء الأمم المتحدة المعني باليمن، ومركز المدنيين في حالات النزاع (سيفيك) إلى أن الحزام الأمني عَمِل خارج سلطة الحكومة اليمنية إلى حد كبير.
واصلت الإمارات دعم وتوجيه «قوات النخبة الحضرمية» التي تنفذ حملات مكافحة الإرهاب وغيرها من الحملات الأمنية في حضرموت، وهي رسميا جزء من الجيش اليمني، وتحديداً في المنطقة العسكرية الثانية، التي تغطي أجزاء من محافظة حضرموت. أبلغت الإمارات «فريق الخبراء التابع للأمم المتحدة بشأن اليمن» بأنها قدمت «مساعدة عسكرية ومالية وتدريبية» و«معلومات استخبارية ومعلومات لوجستية وتدخلا جويا»، ولكن القوات كانت تحت سيطرة القوات المسلحة اليمنية. خلص فريق الأمم المتحدة إلى أنه «رغم أنها تحت قيادة الحكومة الشرعية، إلا أنها تخضع فعليا للسيطرة التنفيذية لدولة الإمارات التي تشرف على العمليات البرية في المكلا». خلص إلى ذلك أيضا تقرير صدر عام 2016 عن مركز سيفيك.
قالت «هيومن رايتس ووتش» أن قوات الحزام الأمني وقوات النخبة الحضرمية استخدمت القوة المفرطة خلال الاعتقالات والمداهمات، واعتقلت أقارب مشتبه بهم للضغط عليهم للاستسلام بشكل «إرادي»، واحتجزت تعسفا رجالا وشبانا، واحتجزت أطفالا مع راشدين، وأخفت العشرات قسرا. وكما قال أحد المحتجزين السابقين نقلا عن محتجز آخر في أحد معتقلات عدن غير الرسمية الكثيرة: «هذا سجن لا عودة منه».
في أغسطس 2017، كشف تقرير لفريق الخبراء التابع للجنة العقوبات الدولية على اليمن، دعم الإمارات جماعات مسلحة تمارس الاحتجاز غير القانوني والإخفاء القسري في اليمن. التقرير اتهم الإمارات بتوفير دعم لوجستي ومادي مباشر لجماعات سلفية متشددة ترفض الانضواء تحت القوات الرسمية اليمنية. التقرير كشف أيضًا عن دور واضح لتلك الجماعات في السماح لانتشار عناصر تنظيم القاعدة بشكل واسع داخل مدينة تعز. التقرير الدولي ذكر أن الجماعات المدعومة من الإمارات تمارس القتل خارج إطار القانون والتعذيب التعسفي في المناطق التي تسيطر عليها مع غياب شبه تام لسلطة الدولة الرسمية.

#### سجون إماراتية
قالت «هيومن رايتس ووتش» إن الإمارات العربية المتحدة تقدم الدعم والتمويل والتسليح والتدريب لقوات أحتجزت تعسفاً وأخفت قسراً عشرات الأشخاص، كما تدير الإمارات مراكز احتجاز غير رسمية.
وثّقت هيومن رايتس ووتش حالات 49 شخصاً، من بينهم 4 أطفال، تعرضوا للاحتجاز التعسفي أو الإخفاء القسري في محافظتي عدن وحضرموت في 2016، أعتقلت قوات مدعومة إماراتياً 38 منهم على الأقل. ذكرت عدة مصادر لهيومن رايتس ووتش، منها مسؤولون يمنيون، وجود عدد من أماكن الاحتجاز غير الرسمية والسجون السرية في عدن وحضرموت، من بينها 2 تديرهما الإمارات وأخرى تديرها قوات أمنية يمنية مدعومة منها.
ونفت الإمارات صحة التقارير التي تزعم وجود «سجون سرية» تديرها القوات الإماراتية في جنوب اليمن.
أفادت تقارير لهيومن رايتس ووتش بأن الإمارات نقلت محتجزين خارج البلاد، ولم تتمكن هيومن رايتس ووتش من التأكد من هذه المزاعم، وذكر تقرير لها بأن «فريق الرصد التابع للأمم المتحدة المعني بالصومال وإريتريا» أشار إلى بناء سريع لمنشأة يبدو أنها «قاعدة عسكرية دائمة» في عصب، لها مينائها الخاص وقاعدتها الجوية ومرافق للتدريب العسكري حيث دربت الإمارات قوات يمنية، منها الحزام الأمني وقوات النخبة الحضرمية، بحسب «معهد الشرق الأوسط». وقال فريق الرصد الأممي أيضا إن القاعدة العسكرية توسعت، و«وجود قوات التحالف في عصب أصبح يشمل ليس فقط قوات من الإمارات العربية المتحدة والعربية السعودية، بل أيضا قوات يمنية وقوات أخرى عابرة».
في أكتوبر 2017، قال المرصد الأورومتوسطي لحقوق الإنسان إن القوات الإماراتية المشرفة على سجن «بئر أحمد» في عدن تمارس أشد أنواع التعذيب الجسدي والترهيب النفسي بحق المحتجزين في السجن. المرصد الحقوقي الدولي قال أيضًا إن القوات الإماراتية المشرفة على السجن تحرم المحتجزين من أبسط حقوقهم القانونية، وتمنع الجهات القضائية من زيارتهم وتفقد وضعهم داخل الاحتجاز. ووفقًا للمرصد، يبلغ عدد المحتجزين داخل السجن 170 شخصًا دخلوا جميعًا في إضراب عن الطعام احتجاجًا على سياسة القوات الإماراتية في التعامل معهم وعزلهم عن العالم الخارجي
كشفت وكالة أسوشيتد برس، جرائم تعذيب بسجون تشبه ما حدث في «أبو غريب»، يقوم بها ضباط إماراتيون بحق يمنيين في العاصمة المؤقتة عدن، تضمَّنت ممارسات اللواط وتصوير الضحايا عرايا وصعق الأعضاء التناسلية لهم.
في 9 يوليو 2018 دعا وزير الداخلية اليمني أحمد الميسري، الإمارات إلى ضرورة إغلاق السجون في اليمن، والعمل على إخضاعها للنيابة والقضاء، جاء ذلك خلال لقائه بوزير الدولة الإماراتي لشؤون التعاون الدولي ريم الهاشمي، بقصر معاشيق في مدينة عدن، بحسب وكالة سبأ الحكومية.

#### استيلاء الإمارات على سقطرى
بعد أن نشرت الإمارات العربية المتحدة قواتها في جزيرة سقطرى كجزء من التدخل العسكري في اليمن، اتهمتها بعض الفصائل السياسية اليمنية بالقيام بأعمال سلب ونهب، مدعية أن القوات الإماراتية قد دمرت الحياة النباتية في الجزيرة.
في 3 مايو 2018، نشرت الإمارات أكثر من 100 جندي في الجزيرة، واستولت على منشآت رئيسية مثل مطار سقطرى وطردت الجنود اليمنيين، ورفعت تلك القوات علم دولة الإمارات وصور ولي عهدها محمد بن زايد آل نهيان في المباني الرسمية والشوارع الرئيسية.
قال مسؤولون يمنيون “قامت طائرات شحن إماراتية بنشر الدبابات ووسائل النقل المدرعة والمعدات الثقيلة في سقطرى.” تقع الجزيرة بالقرب من طرق الشحن الرئيسية التي تهتم دولة الإمارات العربية المتحدة بالسيطرة عليها وحمايتها باعتبارها العمود الفقري لاقتصادها. كما يوجد في سقطرى مطار به مهبط طائرات طوله 3 كيلومترات يسمح بهبوط الطائرات العسكرية الثقيلة.
في 5 مايو نشرت وكالة الأنباء اليمنية سبأ بياناً لمجلس الوزراء اليمني، وصف الإجراء العسكري الذي قامت به القوات الإماراتية مؤخرا في جزيرة سقطرى أمرٌ غير مبرر.
واتهمت الحكومة اليمنية الإمارات بالاستيلاء على ميناء ومطار سقطرى. وقال مصدر في الحكومة لرويترز إن التحرك الإماراتي استعراض قوة من أجل ”مصالح تجارية وأمنية“ واتهم الإمارات بمحاولة استعمار اليمن.
ولكن دولة الإمارات نفت تلك الإتهامات، في بيان لوزارة الخارجية الإماراتية، وأكدت أنه ليس لديها مطامع في اليمن أو أي جزء منه، وقالت «إنها تقوم بدور متواز في جزيرة سقطرى للحفاظ على الأمن والاستقرار ودعم المشاريع التنموية» وأتهمت الإخوان المسلمون بشن حملات تستهدف الإمارات، التي تعتبر ركنا من أركان جهود التحالف العربي الرامية إلى استتباب الأمن والاستقرار وعودة الشرعية.
في العاشر من مايو 2018 تقدمت الحكومة اليمنية بشكوى إلى مجلس الأمن الدولي عبر بعثتها إلى الأمم المتحدة بشأن التواجد العسكري الإماراتي بالجزيرة 

#### انقلاب عدن
في 29 أغسطس اتهم الرئيس اليمني عبد ربه منصور هادي الإمارات العربية المتحدة بقصف قوات الجيش الوطني، وودعم وتمويل المجلس الانتقالي الجنوبي الانفصالي في عدن «سعياً لتقسيم البلاد». وأعلنت وزارة الدفاع اليمنية عن سقوط أكثر من 300 قتيل وجريح من الجيش اليمني في غارات جوية شنتها مقاتلات الإمارات العربية المتحدة على مواقع القوات الحكومية، خلال اليومين الماضيين في عدن.

## العلاقات الاقتصادية
في 3 يونيو 2012 قدمت الإمارات لليمن مساعدات غذائية قيمتها 136 مليون دولار في إطار الجهود الدولية لتفادي كارثة إنسانية وتحقيق الإستقرار في أعقاب قيام الثورة اليمنية 2011.

## سفارة الإمارات
قام زايد بن سلطان آل نهيان بوضع حجر الأساس لمبنى سفارة الدولة في صنعاء بتاريخ 12 مارس 1977 .
تفتح السفارة أبوابها عند الساعة الثامنة صباحاً وحتى الساعة الثالثة عصراً من السبت إلى الأربعاء.
تعطل السفارة في الأعياد والمناسبات الوطنية والرسمية لدولة الإمارات العربية المتحدة والجمهورية اليمنية.
عنوان السفارة: صنعاء – الخط الدائري الجنوبي – جوار مبنى الأمن المركزي.
- السفير: عبد الله مطر خميس المزروعي عين سفيراً فوق العادة ومفوض لدى الجمهورية اليمنية بتاريخ 15/12/2008م.